# ليكوبوريا (كورينثيا)
ليكوبوريا (Λυκοποριά) هي قرية تنتمي إلى بلدية كاليكراتي من مقاطعة كسيلوكاسترو إفروستينا. وتقع على بعد 50 كم من كورنث، على بعد 9 كم من ديرفيني، وتمتد على مسافة 5 كم كاملة على طول خليج كورنث. وفقا لتعداد عام 2011، يبلغ عدد سكانها 638 نسمة.